# Nelson Sardinha
Nelson Sardinha, né le 28 juin 1966 à Luanda, en Angola, est un joueur angolais de basket-ball. Il évolue au poste d'ailier. Il a deux filles, deux jumelles qui ont 21 ans qui s’appellent Sheila et Chelsea Alves Sardinha.

## Carrière
Chef de la fédération de basket-ball de l’Angola